# Józef Koziebrodzki
Józef Franciszek Bolesta Koziebrodzki herbu Jastrzębiec – pisarz ziemski dobrzyński w latach 1789–1793, komornik ziemski dobrzyński w 1783 roku, członek Zgromadzenia Przyjaciół Konstytucji Rządowej, konsyliarz ziemi dobrzyńskiej w konfederacji targowickiej.